# 花の宝塚風土記 -春の踊り-
『花の宝塚風土記』 -春の踊り-（はなのたからづかふどき はるのおどり）は宝塚歌劇団の舞台作品。月組公演。
形式名は「宝塚舞踊詩」。16場。
作・演出は酒井澄夫。併演作品は『シニョール ドン・ファン』。

## 公演期間と公演場所
- 2003年4月4日 - 5月19日　宝塚大劇場[1]
- 2003年6月27日 - 8月3日　東京宝塚劇場[2]

## スタッフ
※氏名の後ろ「宝塚」、「東京」の文字がなければ両劇場共通。
- 作曲・編曲：吉田優子[1]、鞍富真一[1]
- 作曲：寺田瀧雄[1]
- 雅楽師・音楽：東儀秀樹[1]
- 音楽指揮：岡田良機（宝塚）[1]、清川知己（東京）[4]
- 振付[1]：花柳芳次郎、山村若、花柳錦之輔、若央りさ
- 装置：新宮有紀[1]
- 衣装：有村淳[1]
- 照明：勝柴次朗[1]
- 音響：加門清邦[1]
- 小道具：伊集院撤也[1]
- 効果：宮廻みさよ[1]
- 歌唱指導：岡﨑亮子[1]
- 演出補：中村一徳[1]
- 演出助手：鈴木圭[1]
- 振付助手：朝みち子[1]
- 衣装助手：川崎千絵[1]
- 舞台進行：西原徳充（宝塚）[1]、片岡麻理恵（宝塚）[1]、日笠山秀観（東京）[4]
- 舞台美術製作：株式会社宝塚舞台[1]
- 演奏：宝塚オーケストラ（宝塚）[1]
- 演奏コーディネート：株式会社内藤音楽事務所（東京）[4]
- 制作：木村康久[1]

## 主な配役
※下記のデータは宝塚・東京共通。
- 歌舞伎男S、書生、歌う男S、山三、傾き男S - 紫吹淳[3]
- 歌舞伎女S、港の女、歌う女S、傾き女S - 映美くらら[3]
- 遊女、傾き女S - 松本悠里[3]
- 歌舞伎男S、歌う男、踊る男A、素踊りの男S、傾き男A、歌舞伎男A - 汐風幸[3]
- 歌舞伎男S、歌う男、阿国、傾き男A、歌舞伎男A - 彩輝直[3]